# サーシャ・スピルバーグ
サーシャ・レベッカ・スピルバーグ（Sasha Rebecca Spielberg, 1990年5月14日 - ）は、アメリカ合衆国の女優である。

## 来歴
父は映画監督のスティーヴン・スピルバーグ、母は女優のケイト・キャプショーである。また、同じく女優のジェシカ・キャプショーは姉である。2012年に文芸学専攻でブラウン大学を卒業。父のスティーヴンは、それ以前の1999年に同大から名誉博士号を授与されている。

## フィルモグラフィ
- The Love Letter (1999)
- ターミナル The Terminal (2004)
- ミュンヘン Munich (2005)
- インディ・ジョーンズ/クリスタル・スカルの王国 Indiana Jones and the Kingdom of the Crystal Skull (2008)
- The Dry Land (2010)
- キッズ・オールライト The Kids Are All Right (2010)
- The Art of Getting By (2011)
- エンド・オブ・ハイスクール Dude (2018)